# Leptophyes albovittata
Leptophyes albovittata är en insektsart som först beskrevs av Vincenz Kollar 1833.  Leptophyes albovittata ingår i släktet Leptophyes och familjen vårtbitare. Inga underarter finns listade i Catalogue of Life.

## Bildgalleri

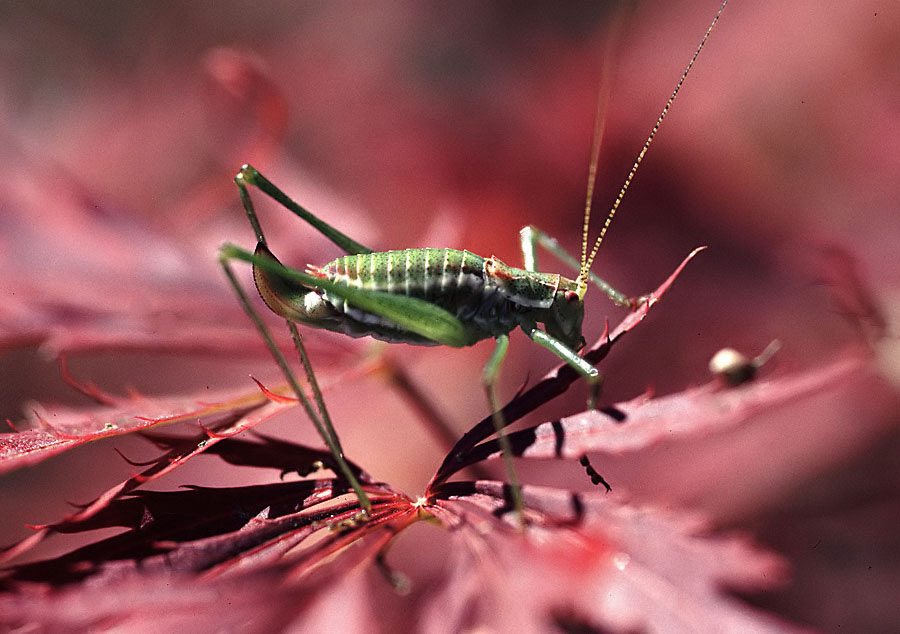
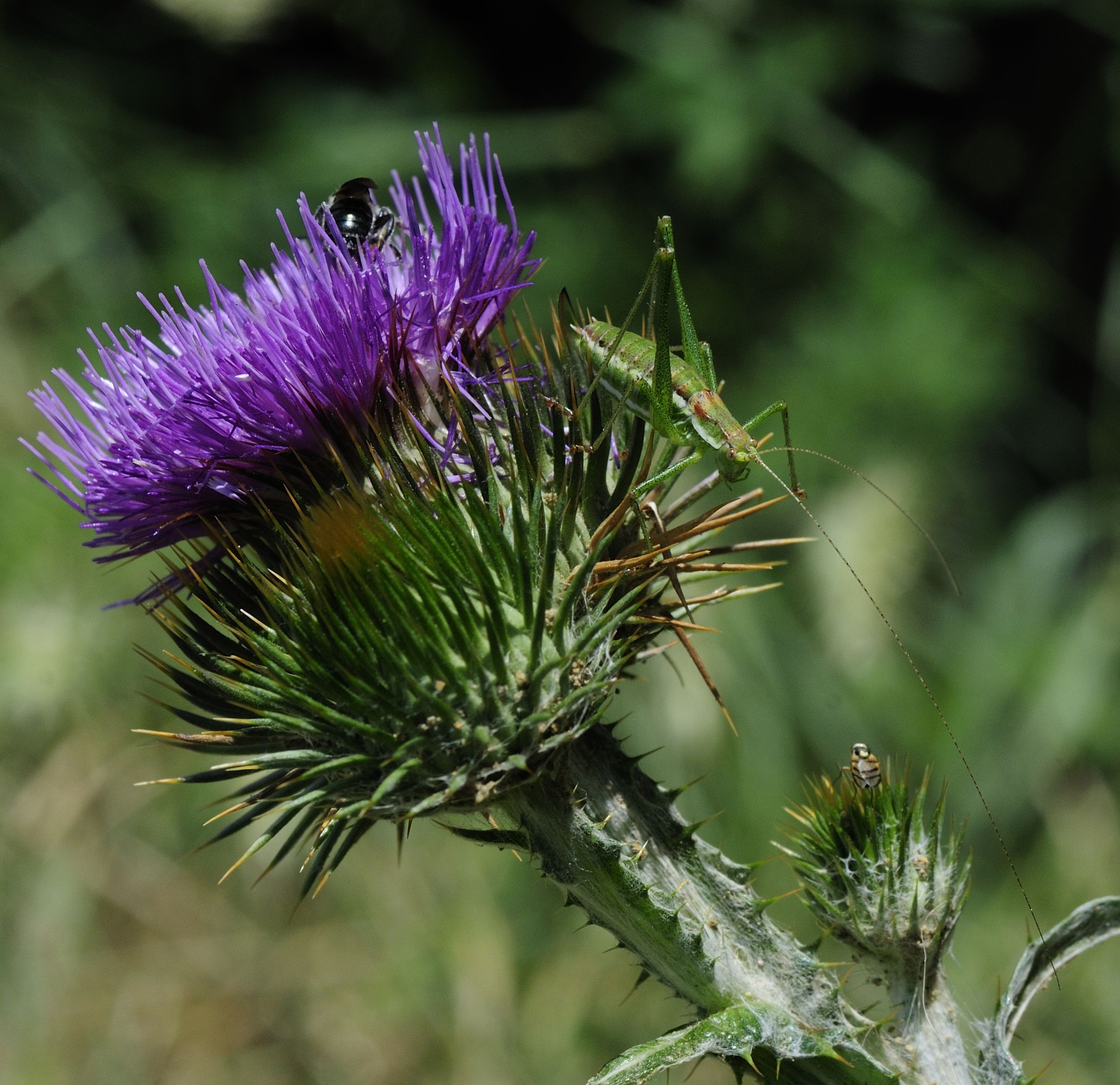
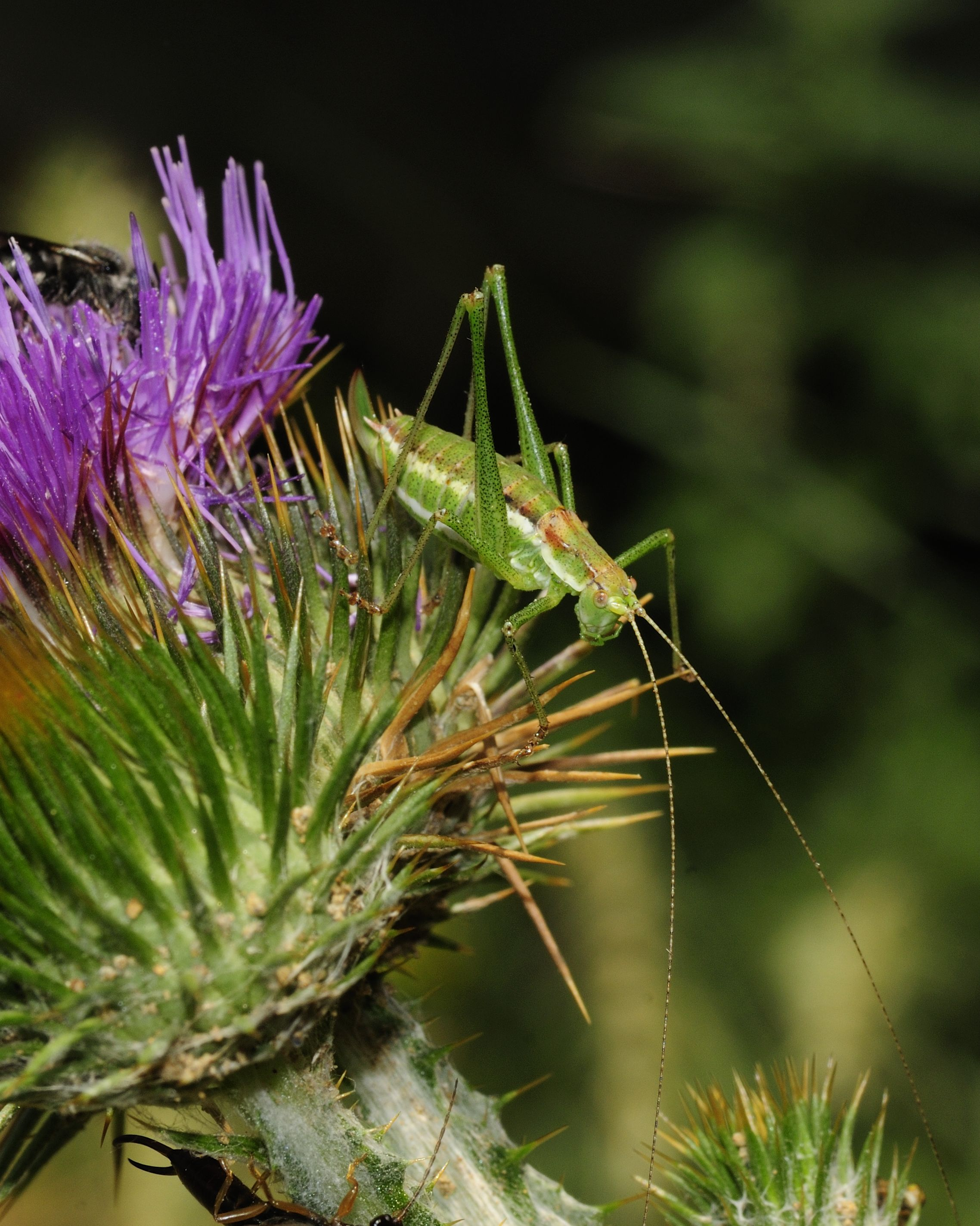
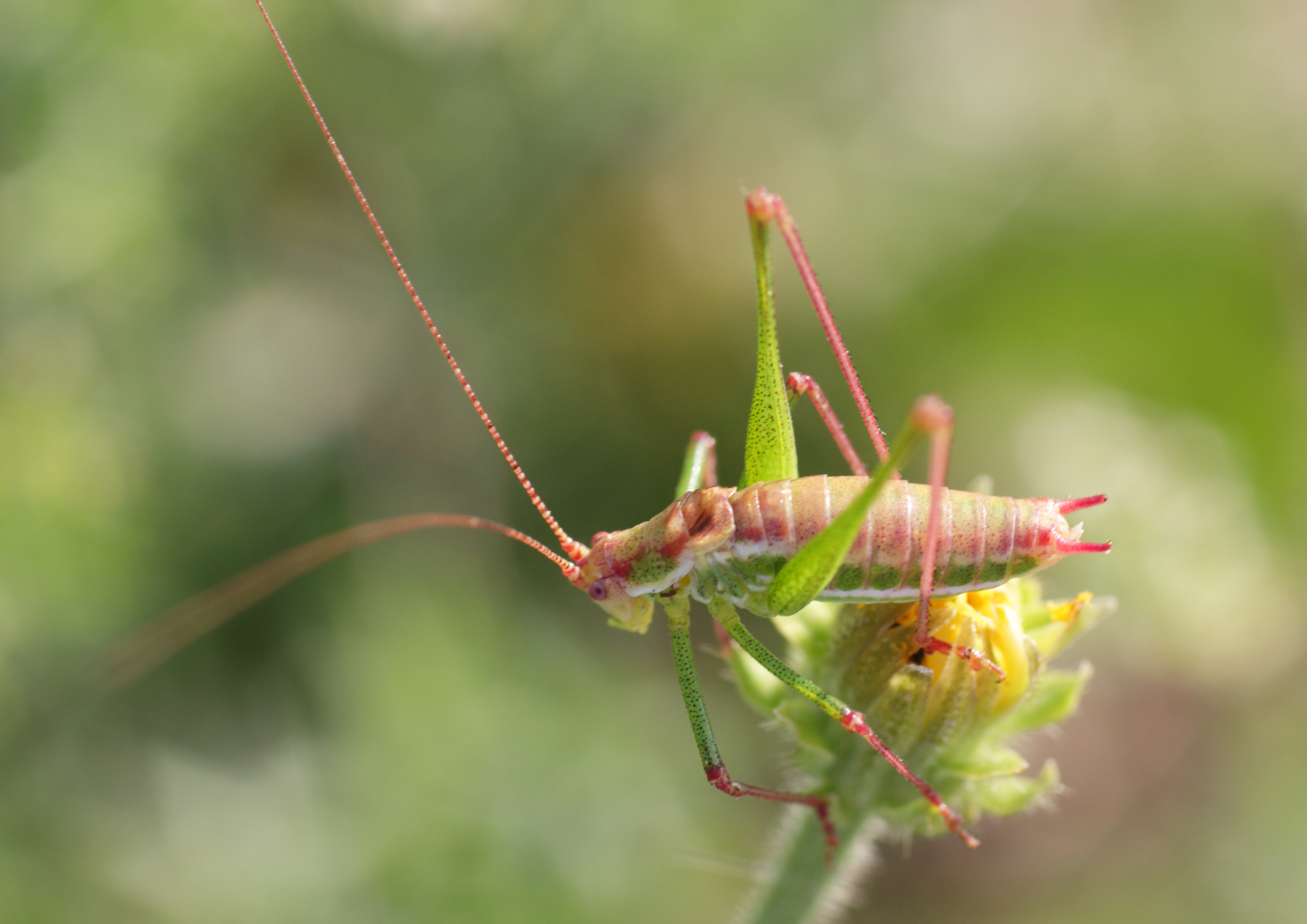
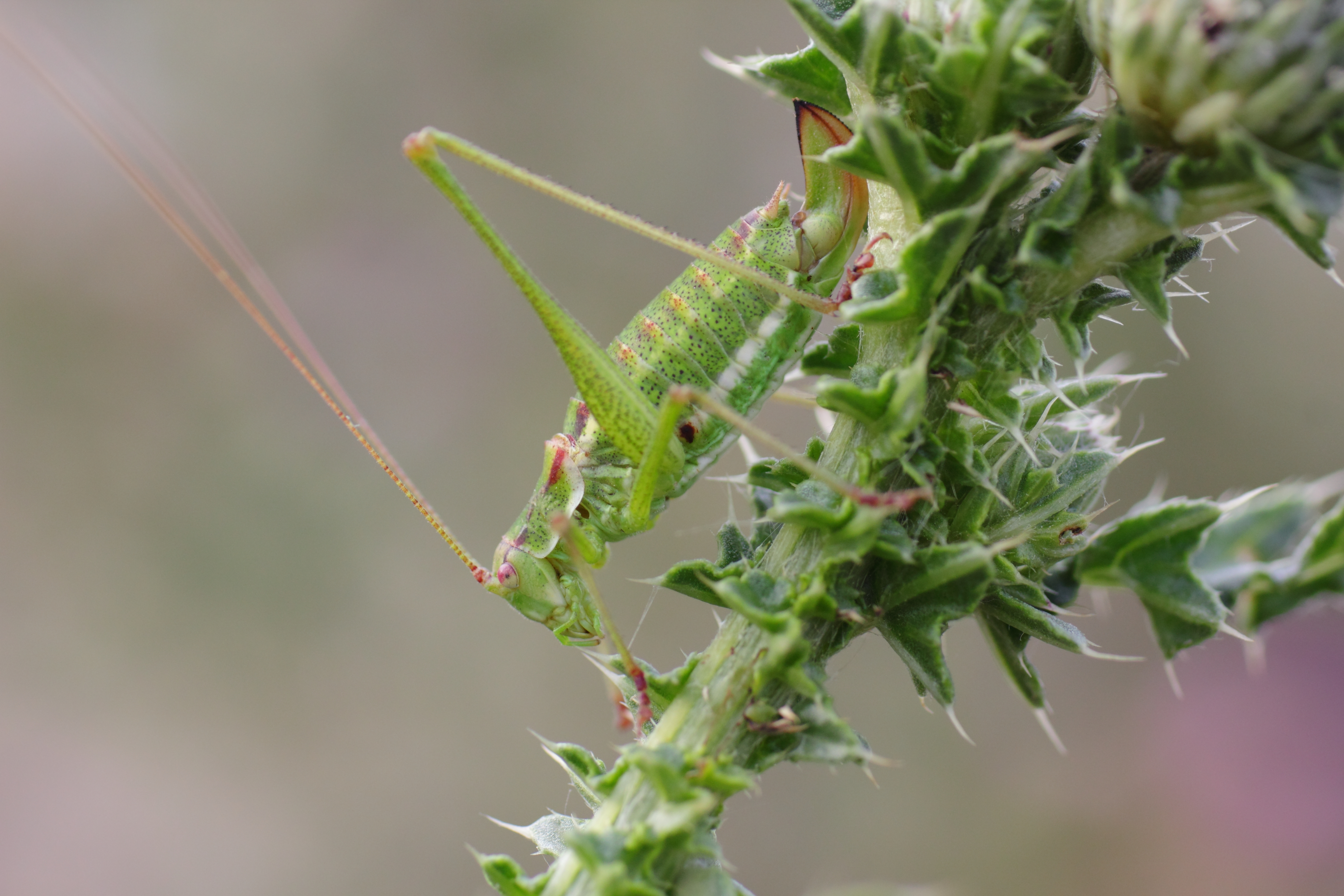